# Iszei nagyszentély
Az iszei nagyszentély (japánul: 伊勢神宮, Isze dzsingú, Hepburn-átírással: Ise jingū) a rangelső japán sintó nagyszentély a közép-honsúi Isze városában, illetve a környező erdőben (kokoro no furuszato, ’a szív hazája’, ahogy a turistacsalogató szlogen mondja). Két részből áll: a Belső Szentélyből (Kó taidzsingú vagy Naikú) és a Külső Szentélyből (Tojouke daidzsingú vagy Gekú). Előbbit állítólag a 3. században alapították (épületeit azonban a sikinen szengú nevű szertartás keretében 20 évente lebontják, és a mellette levő, ugyanakkora telken új anyagokból ismét felhúzzák), itt lakozik Amateraszu Ómikami, a Napistennő szelleme. Főépületének simmei-zukuri stílusa sehol másutt nem alkalmazható. Legfontosabb szertartása az októberi újrizsszentelés, a kannameszai: a rituális ételáldozatot ősi szokás szerint készítik elő, két fadarab összedörzsölésével gyújtanak tüzet, az agyagedényeket pedig egyszeri használat után kidobják. A Külső Szentély, amelyet 20 évente szintén újraépítenek, 5. századi, s az étel, ruha és ház istensége, Tojouke no Ókami lakozik benne. A közeli tengeröböl óriási háncskötéllel összekötött „sziklapárja” (Futamigaura) egyesek szerint Izanagi és Izanami, mások szerint a Belső és a Külső Szentély égi és földi istenségének egyesülését szimbolizálja (a kötelet minden év január 5-én újra cserélik).

## Lásd még
- Acutai nagyszentély